# Hedobia semivittata
Hedobia semivittata is een keversoort uit de familie klopkevers (Anobiidae). De wetenschappelijke naam van de soort is voor het eerst geldig gepubliceerd in 1923 door Van Dyke.